# (263) Dresda

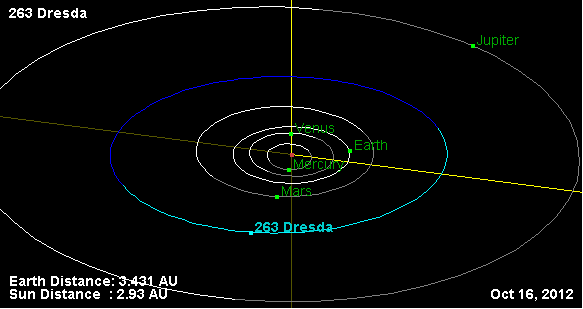
Orbita palentoidy (263) Dresda

(263) Dresda – planetoida z grupy pasa głównego planetoid.

## Odkrycie
Została odkryta 3 listopada 1886 roku w Obserwatorium Uniwersyteckim w Wiedniu przez Johanna Palisę. Nazwa tej planetoidy pochodzi od niemieckiego miasta Drezno.

## Orbita
(263) Dresda okrąża Słońce w ciągu 4 lat i 332 dni w średniej odległości 2,89 j.a. Planetoida należy do rodziny planetoidy Koronis.